# BMW N45
BMW N45 – silnik BMW produkowany w dwóch wersjach

## N45 B16
| Liczba cylindrów           | 4                                      |
| Średnica cylindrów         | 84 mm                                  |
| Skok tłoka                 | 72 mm                                  |
| Pojemność                  | 1596 cm³                               |
| Stopień sprężania          | 10,25:1                                |
| Moc maksymalna             | 85 kW przy 6000 obr./min               |
| Obroty maksymalne          | 6300 obr./min (chwilowe 6500 obr./min) |
| Maksymalny moment obrotowy | 150 Nm przy 4300 obr./min              |

## N45 B20A
| Liczba cylindrów           | 4                         |
| Średnica cylindrów         | 85 mm                     |
| Skok tłoka                 | 88 mm                     |
| Pojemność                  | 1997 cm³                  |
| Stopień sprężania          | 11,0:1                    |
| Moc maksymalna             | 127 kW przy 7000 obr./min |
| Obroty maksymalne          |                           |
| Maksymalny moment obrotowy | 200 Nm przy 4250 obr./min |